# Ariane Kalfa
Pour les articles homonymes, voir Kalfa.
Ariane Kalfa, née en 1962 à Paris, est une philosophe, une écrivaine et une psychanalyste française.

## Biographie
Ses parents, Tunisiens et juifs séfarades, sont granas du côté maternel et de Biscra du côté paternel.
Ariane Kalfa fait des études de philosophie à la faculté des lettres de Paris, où elle obtient un doctorat, intitulé 
« Philosopher après Auschwitz : penser la morale au XXe siècle », soutenu en 1992 sous la direction d'Olivier Revault d'Allonnes, à l'université Panthéon-Sorbonne et qu'elle publie à L'Harmattan, sous le titre La Force du refus. Philosopher après Auschwitz. Elle travaille comme chercheure à la New School for Social Research, à New York.
Elle travaille comme psychanalyste à Paris.

### Activités philosophiques et de pensée juive
Elle fut l'élève du kabbaliste Jean Zacklad, spécialiste du Gaon de Vilnah, a publié sous sa direction un ouvrage à publication limitée, un texte intitulé "La générosité" (sur la sephirah Hessed de la kabbale).[réf. souhaitée]

### Livres en lien avec Elie Wiesel
Elle est engagée dans une recherche philosophique post-Shoah. Elle est également engagée dans des recherches sur Elie Wiesel, qui préface son ouvrage L'Alliance et l'exil (2004). Elle édite un ouvrage de mélanges dédié à Elie Wiesel, avec Michaël de Saint-Cheron, en 1998, avec des textes de plusieurs auteurs, notamment Bronislaw Geremek, Jacqueline Lévi-Valensi, Jean-Marie Lustiger, Paul Ricœur, ou Jorge Semprún. L'ouvrage comprend un dialogue d'Ariane Kalfa avec Elie Wiesel concernant la question juive.
Elle contribue également à plusieurs colloques de Cerisy dont une publication sous l'intitulé, Une Parole pour l'avenir, Autour d'Elie Wiesel, sous la direction de Michael de Saint-Cheron (1996).
Elle est également intéressée par l'écriture d'Edmond Jabès, à qui elle consacre un essai poétique et philosophique, Pour Edmond Jabès.

## Publications

### Ouvrages
- La Force du refus. Philosopher après Auschwitz, L'Harmattan, 1995, 336 p.  (ISBN 978-2747574174)
- Contre l'idole
- L'Alliance et l'exil
- Pour Edmond Jabès

### Articles
- Héritage et destinée, Traces, Paris, no 8, 1984, p. 139-143.
- La Générosité, Alliances, Paris, no 1, 1984, p. 94-102.
- Débat avec Émile Fackenheïm et Th. W. Adorno : Sur Dieu, Traces, Paris, no 12, 1985, p. 93-103.
- L'Expérience de l'indigence, Pardès, no 6, 1987, p. 126-133.
- Philosopher après Auschwitz, Pour en finir avec l'antisé-mitisme, Centre culturel Saint Jérôme, Toulouse, 1995, p. 119-122.
- La Vallée de Sénaar, Les Nouveaux Cahiers, Paris, no 123, hiver 1995-1996, p. 66-68.
- Le Survivant, Actes du colloque élie Wiesel, Une Parole pour l'avenir, Cerisy 1995, direction Michaël de Saint Cheron, éditions Odile Jacob, 1996, p. 77-87.
- L'épreuve du messianisme, Actes du colloque Figures du Messie, Cerisy 1996, direction Claude Cohen-Boulakia et Shmuel Trigano, éditions In Press, Paris 1997, p. 33-44.
- Le Temps du psaume, Elie Wiesel, En Hommage, Mélanges réunis par Ariane Kalfa et Michaël de Saint Cheron, Éditions du Cerf, Paris, 1998, p. 131-154.
- L'Hébreu et l'eau des fleuves, in Les juifs et la mer, Collectif sous la direction de Richard Ayoun, Revue française d'histoire d'outre-mer, 2000, p. 15-23.
- La Justice ou la paix, in Tracer le chemin, Mélanges offerts à René-Samuel Sirat et Claude Sultan, sous la direction de Carol Iancu, Université Paul Valéry-Montpellier III, 2002, p. 185-192.
- « Edmond Jabès et la lettre hébraïque », in Catherine Mayaux et Daniel Lançon, Edmond Jabès : l'éclosion des énigmes, Saint-Denis, Presses universitaires de Vincennes, 2008, p. 101-115, [lire en ligne].